# شهرستان هیگاشی‌تسوگارو، آئوموری

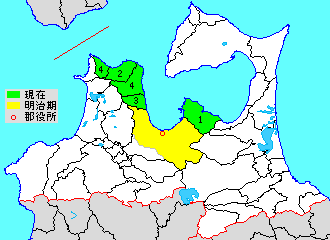

شهرستان هیگاشی‌تسوگارو، آئوموری (به ژاپنی: 東津軽郡 Higashitsugaru-gun) یکی از شهرستان‌های ژاپن است که در استان آئوموری در ژاپن واقع شده است.